# Флор-дел-Ріо (Техас)
Флор-дел-Ріо (англ. Flor del Rio) — переписна місцевість (CDP) в США, в окрузі Старр штату Техас. Населення — 101 особа (2020).

## Географія
Флор-дел-Ріо розташований за координатами 26°24′5″ пн. ш. 98°54′5″ зх. д. / 26.40139° пн. ш. 98.90139° зх. д. (26.401302, -98.901498).  За даними Бюро перепису населення США в 2010 році переписна місцевість мала площу 0,04 км², уся площа — суходіл.

## Демографія
Згідно з переписом 2010 року, у переписній місцевості мешкали 122 особи в 28 домогосподарствах у складі 27 родин. Густота населення становила 3072 особи/км².  Було 32 помешкання (806/км²).
Расовий склад населення:
| - 100,0 % — білих |

До двох чи більше рас належало 0,0 %. Частка іспаномовних становила 100,0 % від усіх жителів.
За віковим діапазоном населення розподілялося таким чином: 40,2 % — особи молодші 18 років, 53,2 % — особи у віці 18—64 років, 6,6 % — особи у віці 65 років та старші. Медіана віку мешканця становила 21,5 року. На 100 осіб жіночої статі у переписній місцевості припадало 82,1 чоловіків;  на 100 жінок у віці від 18 років та старших — 102,8 чоловіків також старших 18 років.
Цивільне працевлаштоване населення становило 46 осіб. Основні галузі зайнятості: мистецтво, розваги та відпочинок — 67,4 %, будівництво — 32,6 %.